# Tillandsia taxcoensis
Tillandsia taxcoensis är en gräsväxtart som beskrevs av Renate Ehlers. Tillandsia taxcoensis ingår i släktet Tillandsia och familjen Bromeliaceae. Inga underarter finns listade i Catalogue of Life.